# Naugatuck
Naugatuck ist eine Stadt im New Haven County im US-amerikanischen Bundesstaat Connecticut. Das U.S. Census Bureau ermittelte bei der Volkszählung 2020 eine Einwohnerzahl von 31.519.
Die geografischen Koordinaten sind: 41,49° Nord, 73,05° West. Das Stadtgebiet hat eine Größe von 42,6 km². Naugatuck ist die Geburtsstadt von Gilbert Adrian, einem der bekanntesten und einflussreichsten Kostümbildner in Hollywood.

## Geschichte

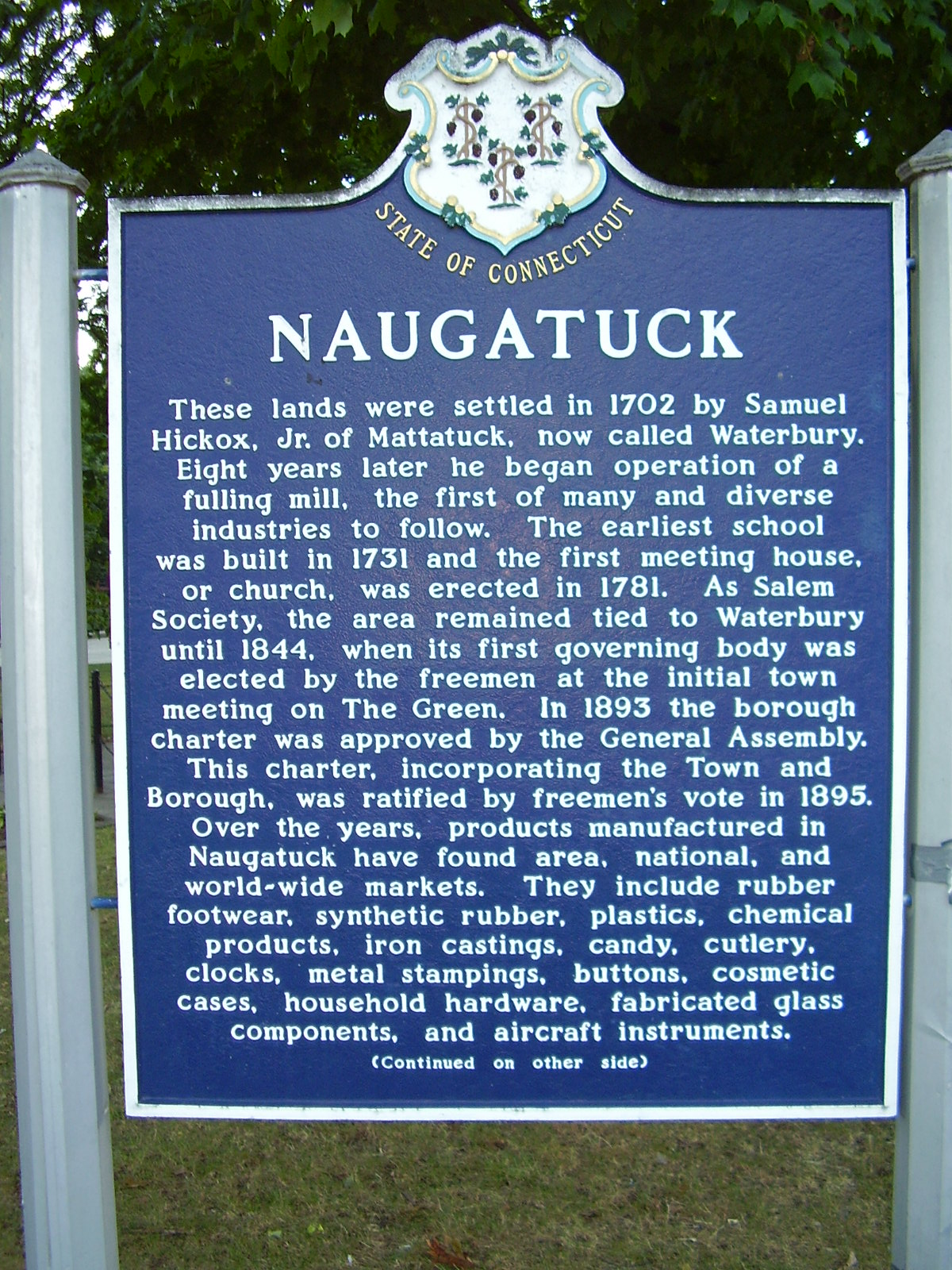
Geschichtstafel

Naugatuck wurde 1844 gegründet. Der Name der Stadt kommt aus dem Indianischen und bedeutet so viel wie lone tree by the fishing place (Einsamer Baum am Angelplatz). Die Stadt wuchs wegen seiner Lage an einer großen Wasserstraße sehr schnell, da die Voraussetzungen für den Gütertransport somit sehr gut waren. 1849 kam die Eisenbahn dazu, was den Verkauf und Transport von Kohle als Rohstoff weiter verbesserte.

## Schulen
- Andrew Avenue School
- Central Avenue School
- Cross Street School
- Hop Brook School
- Maple Hill School
- Prospect Street School
- Salem School
- Western School
- City Hill Middle School
- Hillside Middle School
- Naugatuck High School

## Sehenswürdigkeiten
- Naugatuck Green
- Railroad Station

## Persönlichkeiten
- Shirley Grey (1902–1981), Schauspielerin
- Mohamed Hrezi (* 1991), libyscher Langstreckenläufer